# تیم ملی والیبال مردان کرواسی
تیم ملی والیبال مردان کرواسی یک تیم والیبال متشکل از مردان والیبالیست کشور کرواسی است که به نمایندگی از این کشور در میادین بین‌المللی حاضر می‌شود. رده‌بندی جهانی اف‌آی‌وی‌بی این تیم در ۲۲ ژوئیه سال ۲۰۱۳، ۵۹ بوده است.

## نتایج

### بازی‌های المپیک تابستانی
تاکنون در بازی‌های المپیک تابستانی حضور نداشته است.